# Kamo no Mabuchi

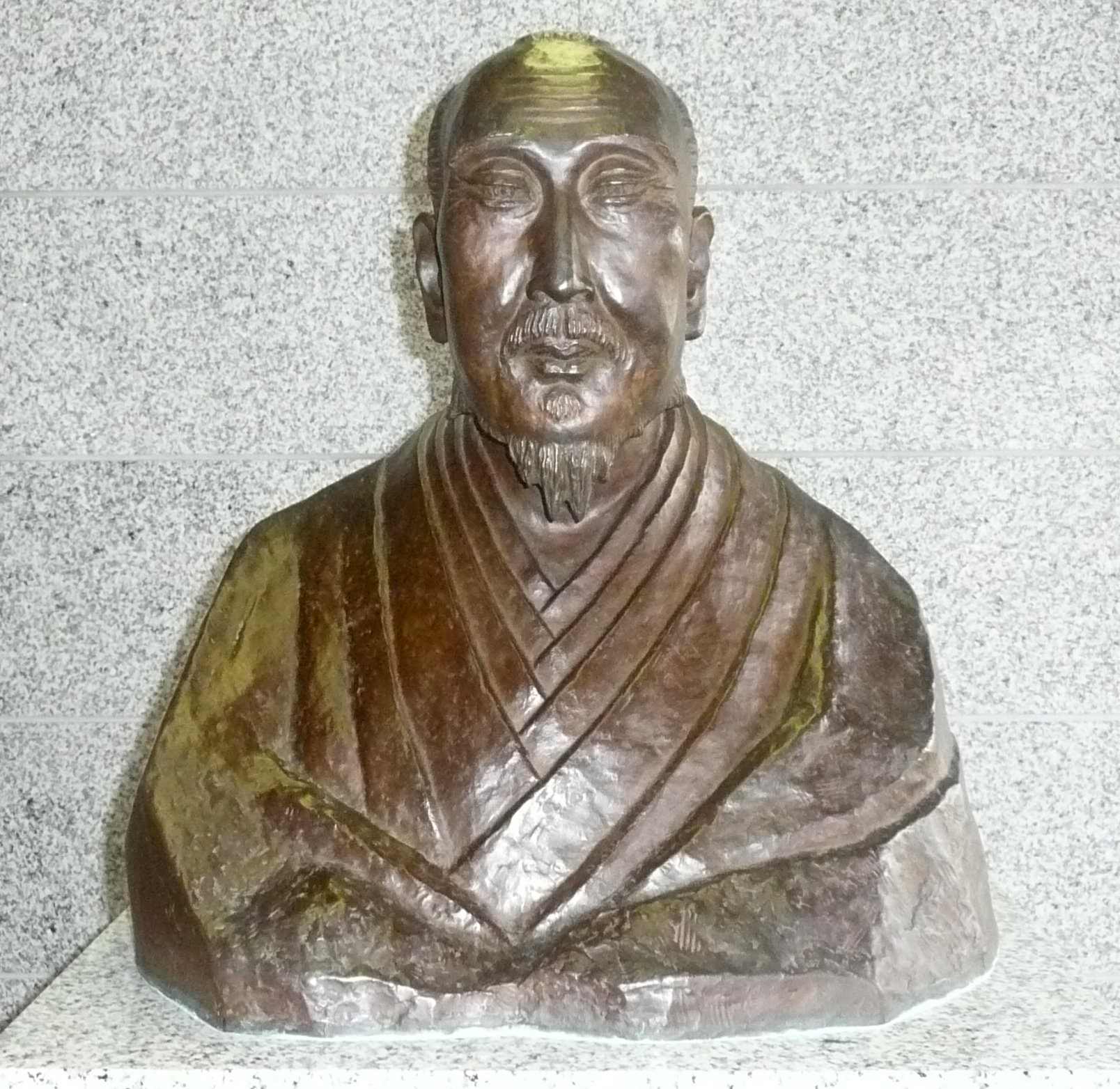
Buste de Mabuchi à Hamamatsu

Kamo no Mabuchi est un nom japonais traditionnel ; le nom de famille (ou le nom d'école), Kamo, précède donc le prénom (ou le nom d'artiste).
Kamo no Mabuchi (賀茂 真淵) (24 avril 1697 - 27 novembre 1769) est un philologue et poète japonais waka de l'époque d'Edo.

## Biographie
Né en 1697, Mabuchi est le troisième fils d'Okabe Masanobu, prêtre shinto à Hamamatsu. Les Okabe constituent une branche inférieure du sanctuaire Kamo-jinja de Kyoto.
À l'âge de 37 ans, Mabuchi s'installe à Kyoto et devient disciple de Kada no Azumamaro tandis qu'il est au service de Tayasu Munetaki, fils du shōgun Tokugawa Yoshimune. À la suite de la mort du maître en 1736, Mabuchi déménage à Edo en 1738 où il enseigne le Kokugaku.
En 1763, alors que Mabuchi se rend au grand sanctuaire d'Ise-jingū, Motoori Norinaga le rencontre et devient son disciple. Cette seule nuit de discussions, plus tard connue comme « la nuit à Matsuzaka » est, l'unique occasion au cours de laquelle Norinaga reçoit directement l'enseignement de Mabuchi, bien que les deux hommes correspondent ultérieurement.
Un panneau explicatif se tient à l'emplacement de la résidence de Mabuchi à Edo (Hisamatsu-cho, Nihonbashi, Chūō, Tokyo). Sa tombe se trouve au cimetière Tokaiji à Shinagawa. Un musée est situé près de sa maison natale à Hamamatsu (Higashi-Iba, Hamamatsu, Shizuoka).

## Situation
Mabuchi conduit ses recherches dans l'esprit de l'ancien Japon par ses études du Man'yōshū et d'autres ouvrages de la littérature ancienne. Disciple de Kada no Azumamaro, Mabuchi est considéré comme un des quatre grands du Kokugaku, courant intellectuel qui s'oppose à l'étude de la tradition bouddhiste en faveur des classiques japonais.
Outre plusieurs essais sur le Kokugaku (Bun'ikō, 1762 ; Kaiko, 1764 ; Kokuikō, 1765 ; Shoikō, 1766 ; Goiko, 1769), Les travaux de Mabuchi comprennent des commentaires sur le Man'yōshū (Man’yōkō vers 1765) et d'autres œuvres de l'histoire de la littérature (Kanjikō, 1757 ; Genji monogatari shinshaku, 1758 ; Nimanabi, 1765), les norito (prières shinto), le kagura (danses shinto), le sens des poèmes et les thèmes des œuvres anciennes. Il plaide pour un retour au style de la poésie du Man'yōshū et tente de relancer le style chōka au sein de la poésie waka.
Parmi ses disciples se trouvent Motoori Norinaga, Arakida Hisaoyu, Katō Chikage, Murata Harumi, Katori Nahiko, Hanawa Hokiichi, Uchiyama Matatsu et Kurita Hijimaro.

## Sources
- Louis Frédéric : Japan Encyclopedia. Harvard University Press, 2002 (titre original : Japon, dictionnaire et civilisation, traduction de Käthe Roth),  (ISBN 0-674-00770-0), p. 465.
- Peter Nosco: The National Learning Schools. In : William Theodore de Bary (Hrsg.): Sources of East Asian Tradition. Volume Two : The Modern Period, Columbia University Press, 2008,  (ISBN 978-0-231-14323-3), p. 287 et suiv.